# Église Saint-Marcouf de Saint-Marcouf (Calvados)
L'église Saint-Marcouf de Saint-Marcouf est une église catholique située à Saint-Marcouf, en France.

## Localisation
L'église est située dans le département français du Calvados, au sud-est du territoire de la commune de Saint-Marcouf qui ne présente aucun village caractérisant un bourg.

## Historique
L'édifice est selon Arcisse de Caumont daté au moins du XIe et est remanié à diverses époques. 
Le même nom évoque un pèlerinage ancien dédié à saint Marcouf pour les malades désireux de guérir des écrouelles.
L'église est pourvue de peintures murales au XIVe non signalées dans l'ouvrage d'Arcisse de Caumont et découvertes à une date postérieure à cet ouvrage et indéfinie. 
L'édifice, antérieurement une simple chapelle, est doté d'un clocher « dans le style du XIIe siècle » au XIXe.

## Architecture
Arcisse de Caumont relève des éléments d'opus spicatum dans le chœur et la nef. Il signale dans le cimetière attenant une pierre tombale datée du XIIe ou du XIIIe siècle. 
Le mur-pignon supportant des peintures murales du XIVe siècle dans le chevet est inscrit au titre des monuments historiques par arrêté du 13 avril 1961. Les peintures font l'objet de restauration, en particulier leur support ainsi que l'emmarchement de l'autel.

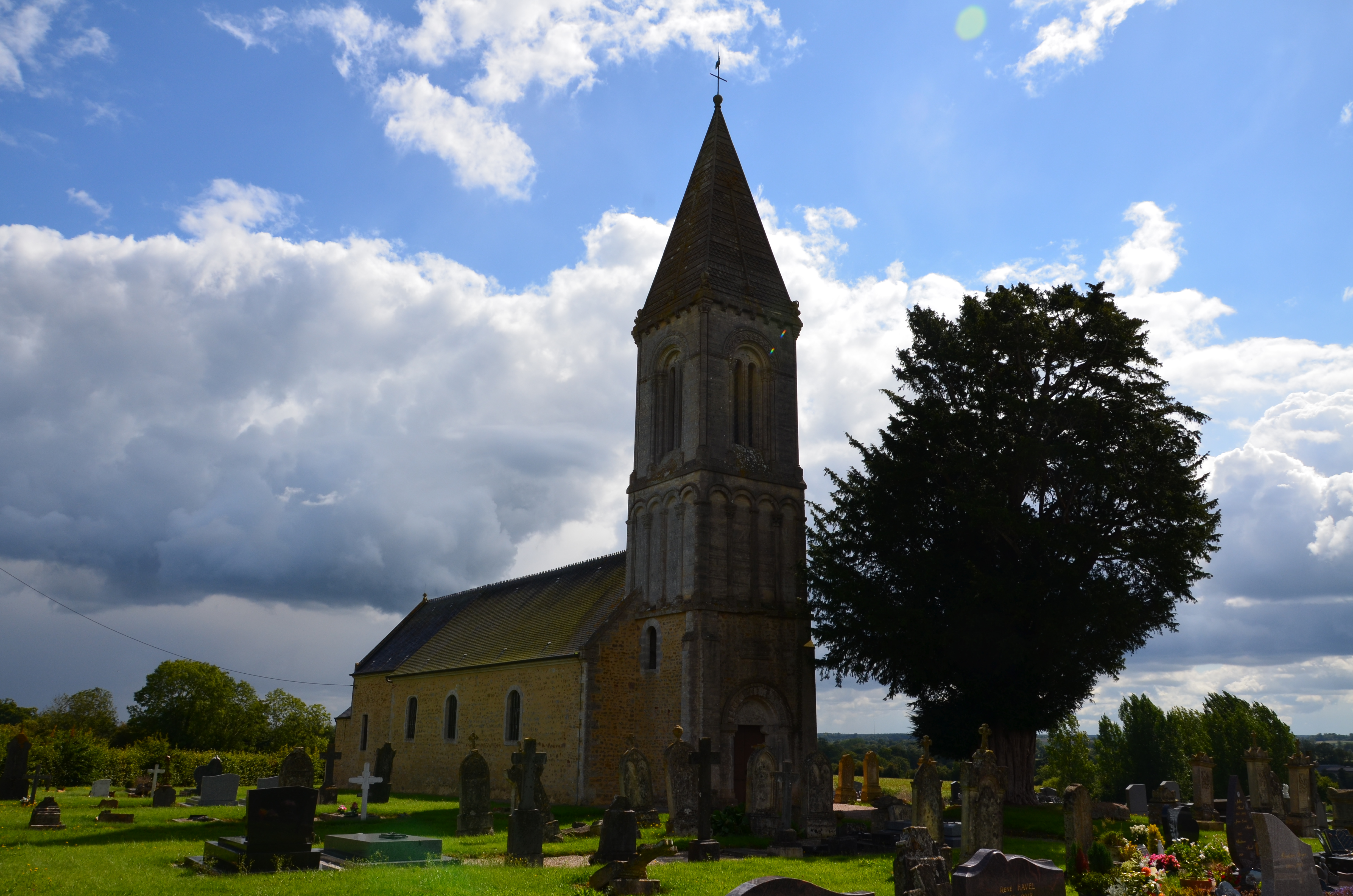
Vue occidentale.
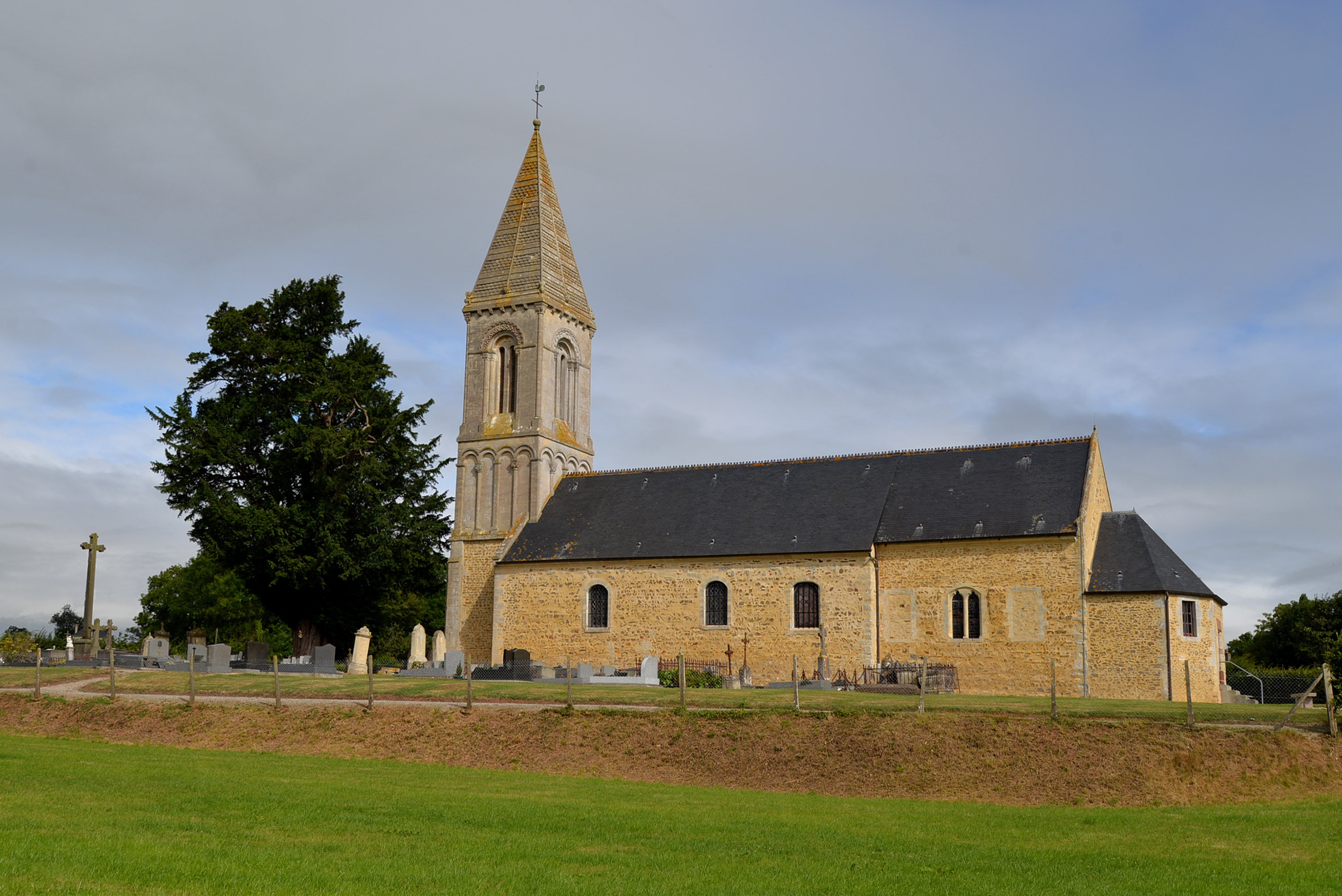
Vue sud.
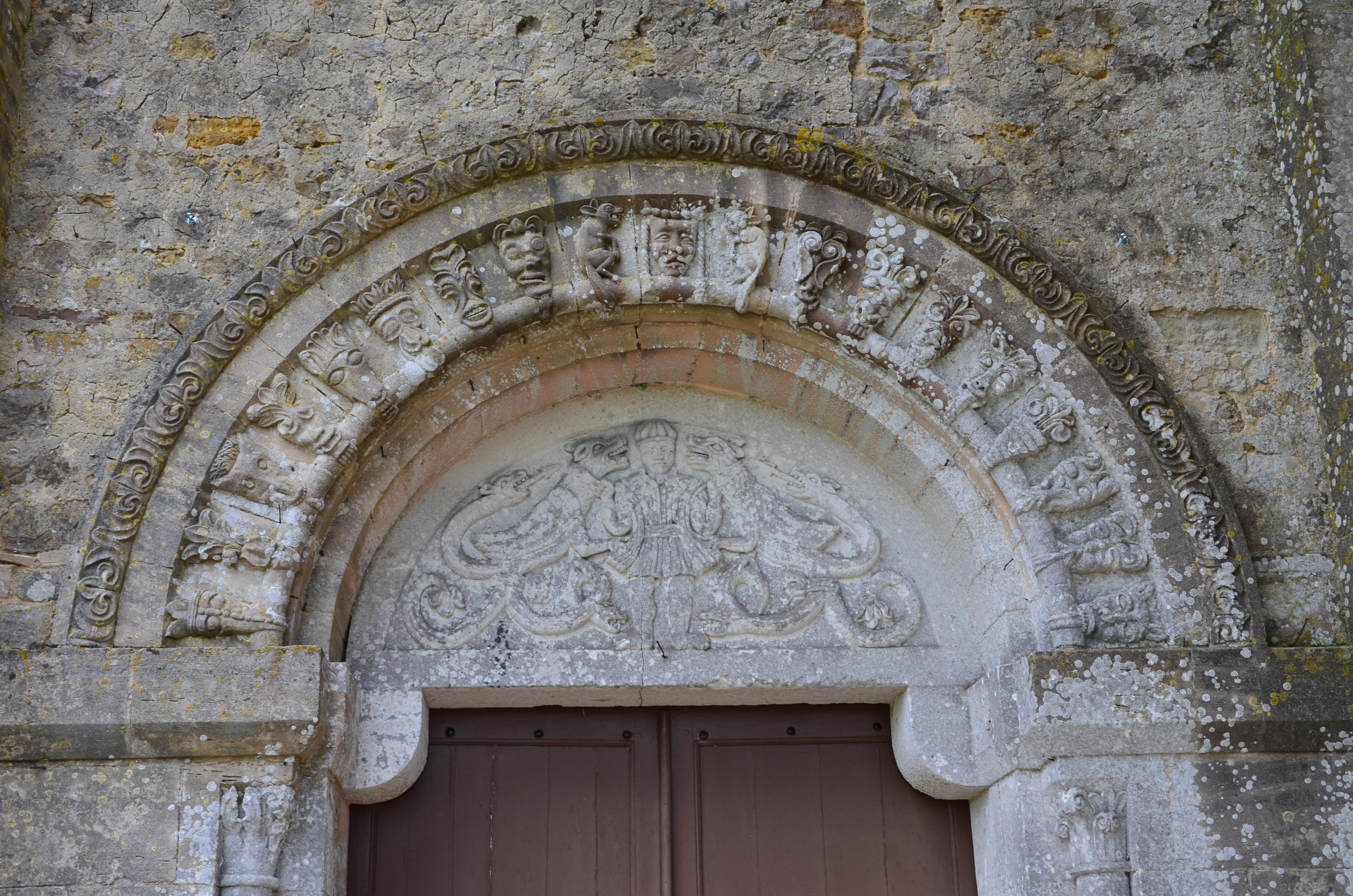
Le porche.
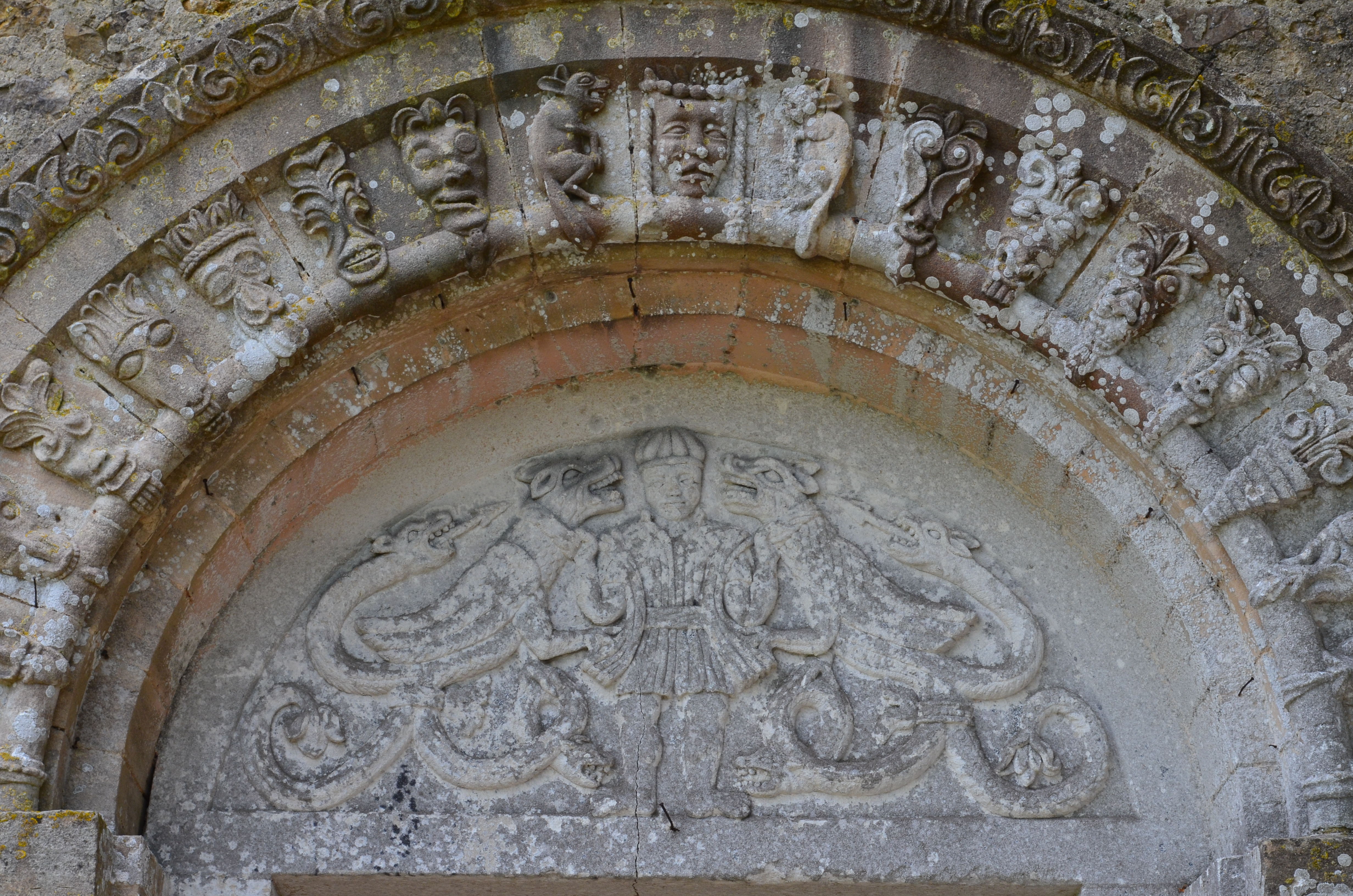
Détail du porche.
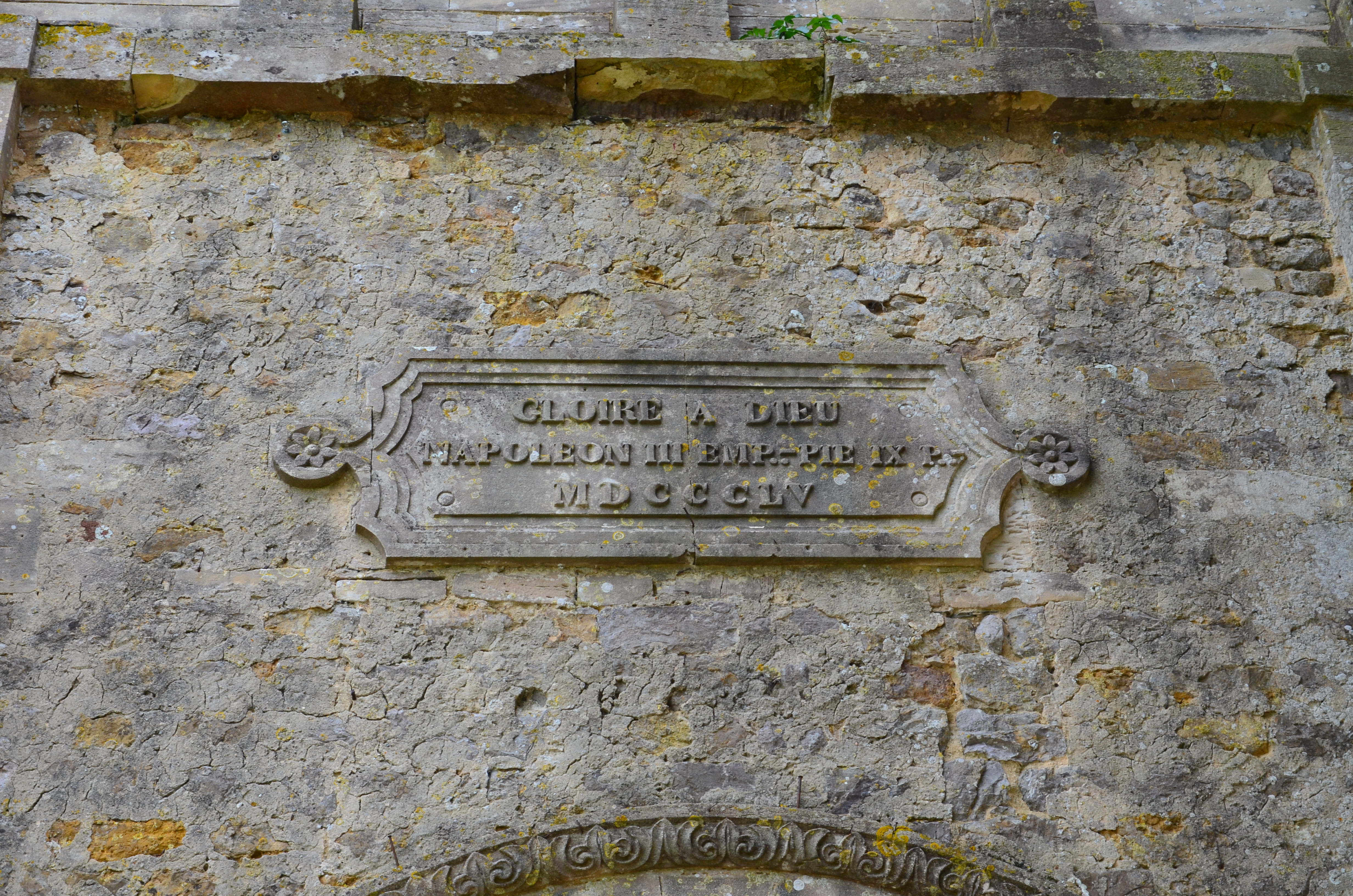
Plaque évoquant Napoléon III et Pie IX.
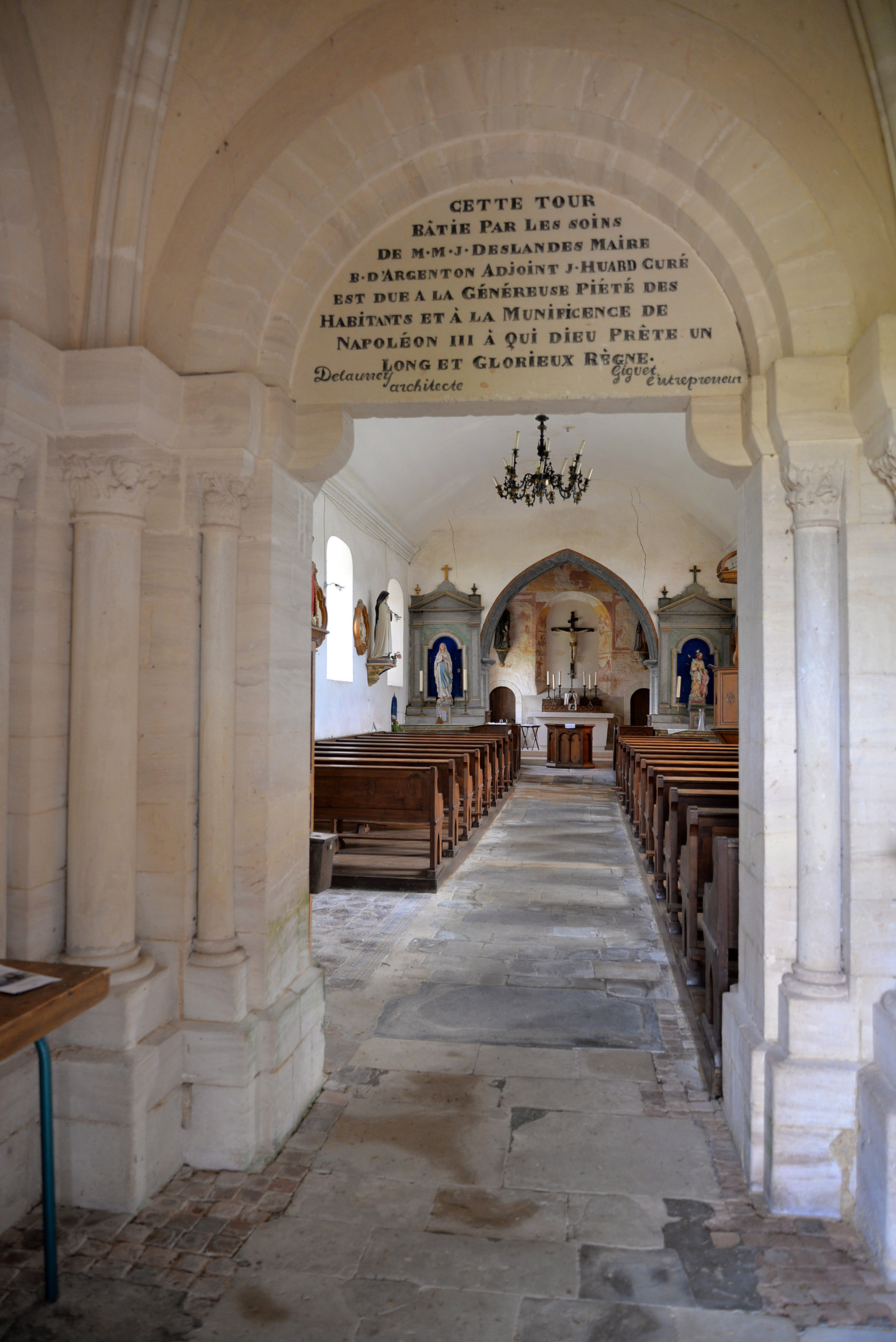
La nef depuis le porche.
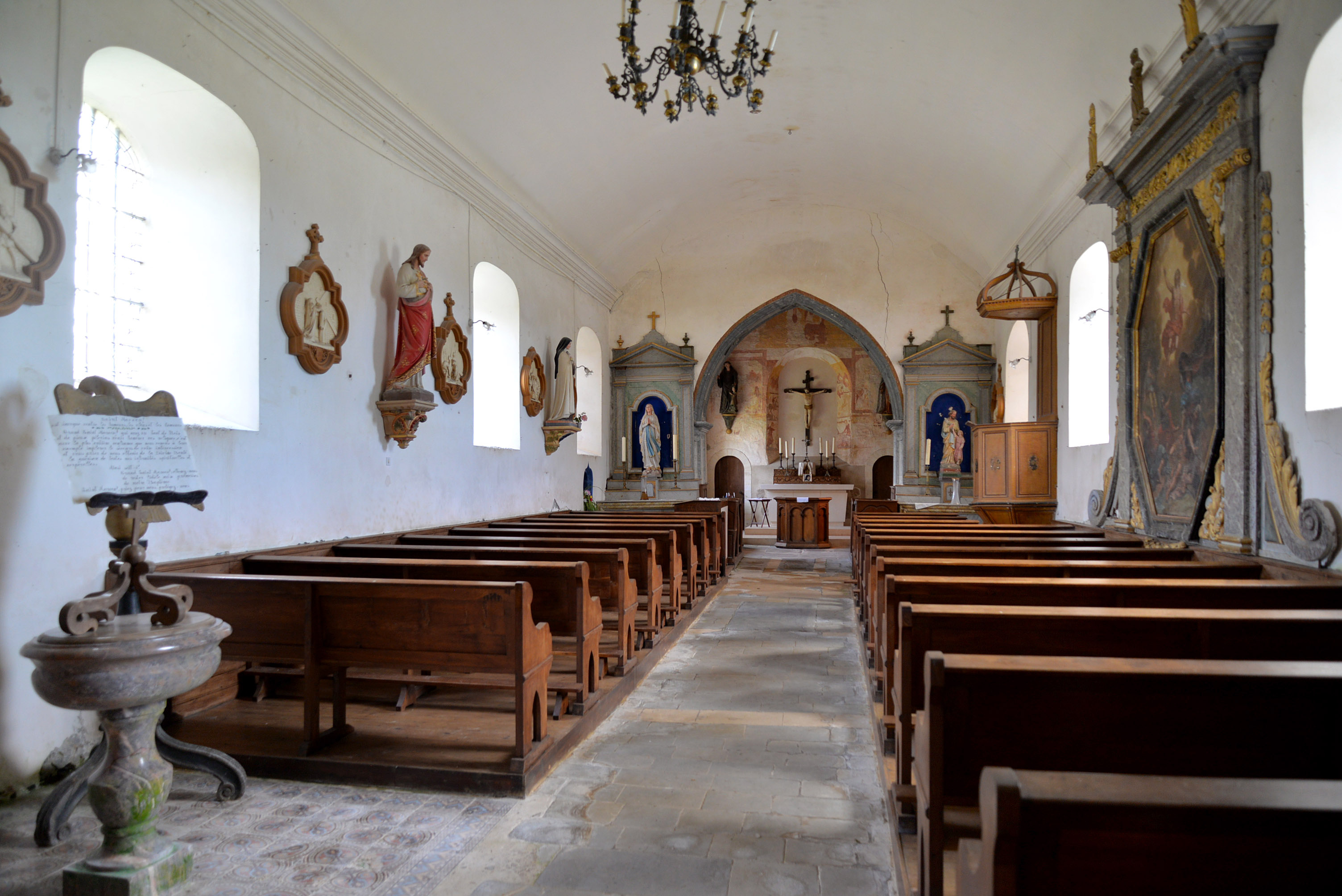
La nef.
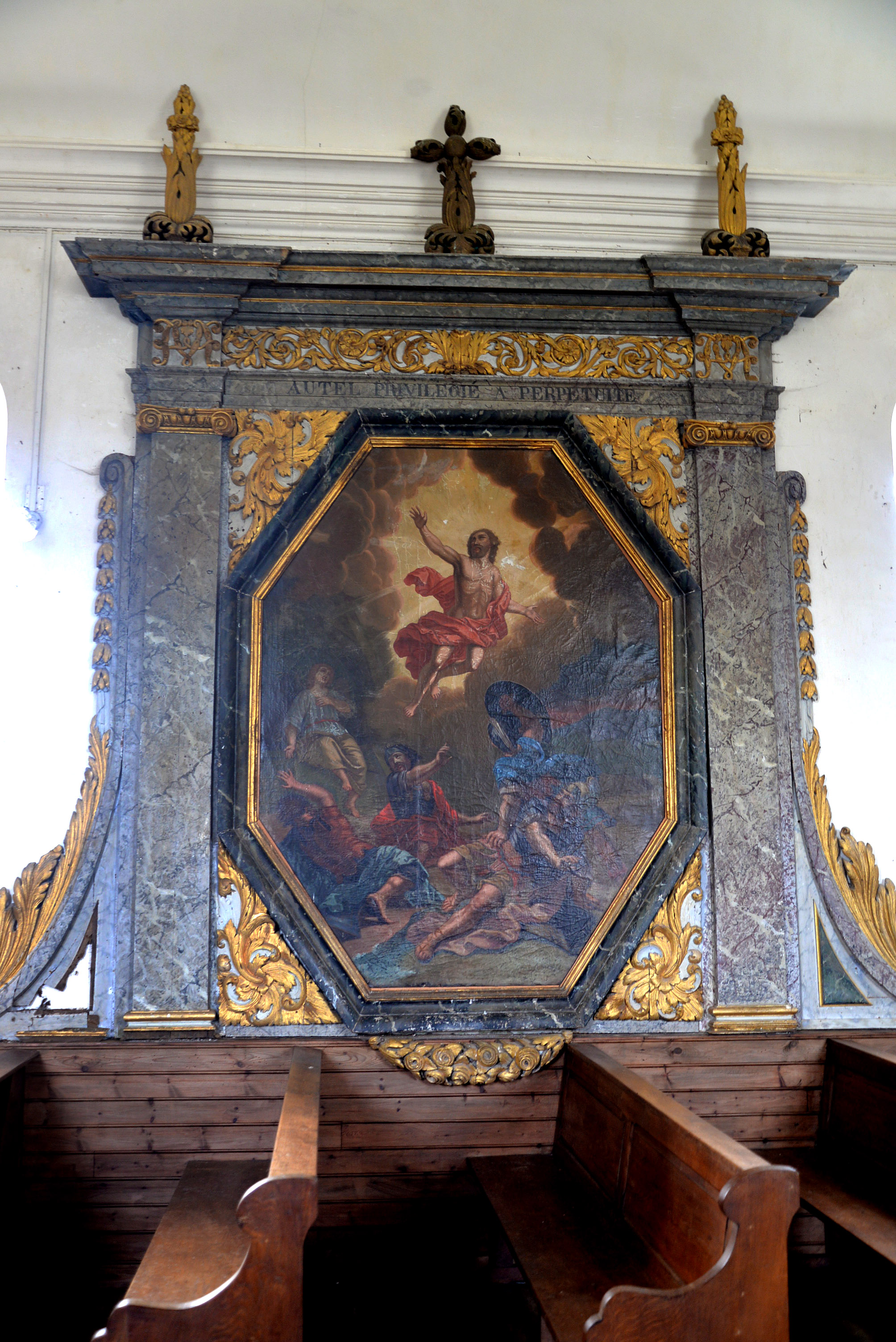
L'ancien retable.

## Mobilier
La statue de saint Marcouf en bois polychrome du XVIe siècle est classée à titre d'objet. Un tableau représentant Sainte Dorothée couronnée par l'Enfant Jésus de 1660 est également classé.